# 特爾森縣

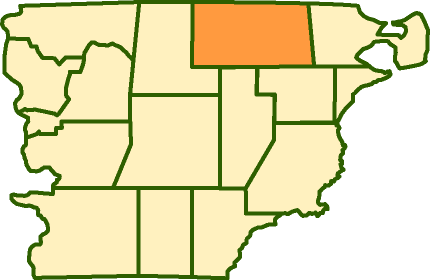

42°23′S 66°57′W / 42.383°S 66.950°W
特爾森縣（西班牙語：Departamento Telsen），是阿根廷的縣份，位於該國中部丘布特省，首府設於特爾森，北面是格羅河省，面積19,893平方公里，2010年人口1,644，人口密度每平方公里0.1人。